# Keisuke Makino
Keisuke Makino (牧野 景輔 Makino Keisuke?,  nacido el 11 de abril de 1969 en Hyōgo) es un exfutbolista japonés. Jugaba de delantero y su último club fue el Cerezo Osaka de Japón.

## Trayectoria

### Clubes
| Club                | País  | Año         |
| ------------------- | ----- | ----------- |
| JEF United Ichihara | Japón | 1988 - 1993 |
| Cerezo Osaka        | Japón | 1994 - 1995 |